# Момент на импулса
Момент на импулса (кинетичен момент, ъглов момент, орбитален момент) е физична величина, характеризираща твърдо тяло при въртенето му около дадена ос на симетрия.
Моментът на импулса съответства на величината импулс при постъпателните движения. Моментът на импулса е векторна величина и направлението му съвпада с направлението на оста, около която се върти тялото, когато тя е негова ос на симетрия. Посоката на вектора на момента на импулса е следната: ако гледаме срещу стрелката на вектора, трябва да виждаме въртенето на тялото в посока, обратна на часовниковата стрелка.

## Момент на импулса в класическата механика
Моментът на импулса {\displaystyle \mathbf {L} } на частица спрямо началото на координатната система се определя от векторното произведение на нейния радиус-вектор и импулс:
{\displaystyle ~\mathbf {L} =\mathbf {r} \times \mathbf {p} ,}
където {\displaystyle ~\mathbf {r} } е радиус-векторът, а {\displaystyle ~\mathbf {p} } е импулсът.
В системата SI моментът на импулса се измерва в единици джаул по секунда (J.s).
От определението на момента на импулса следва неговата адитивност. За система от частици е в сила изразът:
{\displaystyle \mathbf {L} _{\Sigma }=\sum \limits _{i}\mathbf {L} _{i}}.
Моментът на импулса на тяло с постоянна маса, въртящо се около фиксирана ос може да бъде зададен като:
{\displaystyle \mathbf {L} =I{\boldsymbol {\omega }}}
където I е инерционен момент на обекта, и ω е ъглова скорост.